# 樽見鉄道TDE10形ディーゼル機関車
- 国鉄DE10形ディーゼル機関車 > 樽見鉄道TDE10形ディーゼル機関車
- 国鉄DE10形ディーゼル機関車 > 衣浦臨海鉄道KE65形ディーゼル機関車 > 樽見鉄道TDE10形ディーゼル機関車

樽見鉄道TDE10形ディーゼル機関車（たるみてつどうTDE10がたディーゼルきかんしゃ）は、1984年（昭和59年）10月から2006年（平成18年）にかけて使用された樽見鉄道のディーゼル機関車である。新造、譲受によって同型の樽見鉄道TDE11形ディーゼル機関車（たるみてつどうTDE11がたディーゼルきかんしゃ）とあわせて計5両が導入され、両形式は共通に運用された。本項にはTDE11形についても記載する。

## 概要
樽見鉄道が開業に際し、住友大阪セメント岐阜工場で生産されるセメント輸送と、ラッシュ時の旅客列車牽引用として新造及び衣浦臨海鉄道からの譲受でTDE101、102、103の3両を準備した65 t級セミセンターキャブのディーゼル機関車で、いずれも日本国有鉄道（国鉄）DE10形ディーゼル機関車と同型である。1988年（昭和63年）に日本国有鉄道清算事業団（国鉄清算事業団）からDE10形1両を購入してTDE105とし、1992年（平成4年）には西濃鉄道からDE10形を購入してTDE113とする一方、1992年（平成4年）にはTDE103が高崎運輸に売却された。製造時期、製造時の仕様によってエンジン出力、台車形式、蒸気発生装置（SG）有無などの相違があるが、全車共通に使用された。TDE10形とTDE11形は同型である。最末期には全車が異なる塗装とされていた。2006年（平成18年）3月に樽見鉄道が貨物営業を廃止したため、2007年（平成19年）4月までに全車廃車された。

## 車体
TDE10形、TDE11形には自社発注の新造車（TDE101）、衣浦臨海鉄道KE65形の譲受車（TDE102、103）、国鉄DE10形として製造されたもの（TDE105、113）があるが、いずれも国鉄DE10形と同型の、1エンジン搭載、5軸駆動、液体変速式セミセンターキャブのディーゼル機関車である。エンジンが搭載されている側（1エンド側）と反対側（2エンド側）ではボンネットの長さが異なり、高さもわずかに異なっている。1エンド側ボンネットにはエンジン、冷却装置、変速機などが、2エンド側ボンネットには空気ダメとコンクリート製の死重が搭載されているが、SG装備のTDE105では死重がなく、同じ場所にSGが積まれている。SG装備のTDE105の運転席床下には水タンクが、SG非装備車のTDE101、102、103ではコンクリート製、TDE113では鋼板製の死重が搭載された。製造時が同じ国鉄DE10形暖地仕様と同様の外観をもつが、DE10形自体の外観変化が微小であるため、樽見鉄道の5両にも外観上の変化はほとんどない。

## 動力装置
国鉄DE10形では1966年（昭和41年）から1970年（昭和45年）に製造された車両は出力919 kW（1250 PS/1,500 rpm）のDML61ZAエンジンを装備したが、1969年（昭和44年）の一部以降の製造車は出力993 kW（1350 PS/1,550 rpm）のDML61ZBに変更されているため、1984年（昭和59年）製のTDE101、1975年（昭和50年）製のTDE102、1977年（昭和52年）製造の103はDML61ZBを、1969年（昭和44年）製のTDE105、TDE113はDML61ZAを装備する。TDE101、102、103は国鉄での車歴をもたないが、DML61ZBエンジン装備、SGなしのため、国鉄DE10形では1500番台に相当する。変速機はDD51形用ホイト式DW2Aをもとに入換仕業を想定した低速段と、本線走行を想定した高速段の2段変速機能を備えた3ステージのDW6液体変速機が全車に搭載された。制動装置は、ブレーキ弁の角度で自動的に圧力を調整できるセルフラップ機能を備えたDL15Bである。

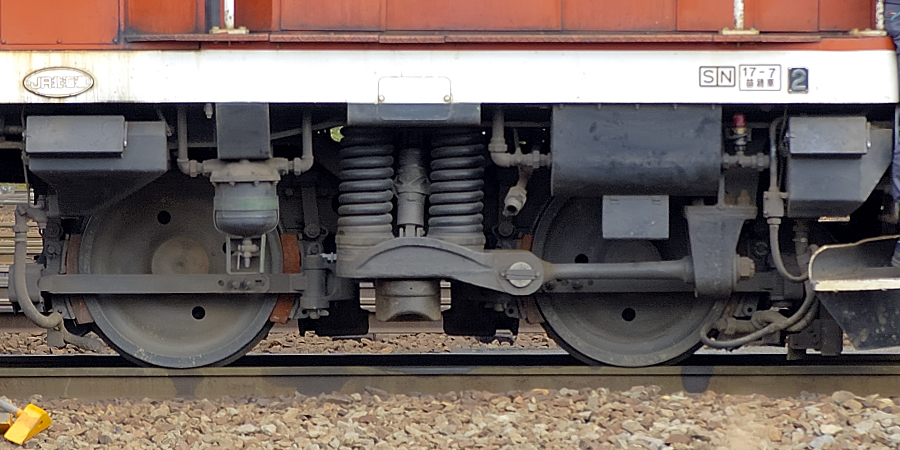
DT131E台車 （2007年10月20日 / 札幌運転所）
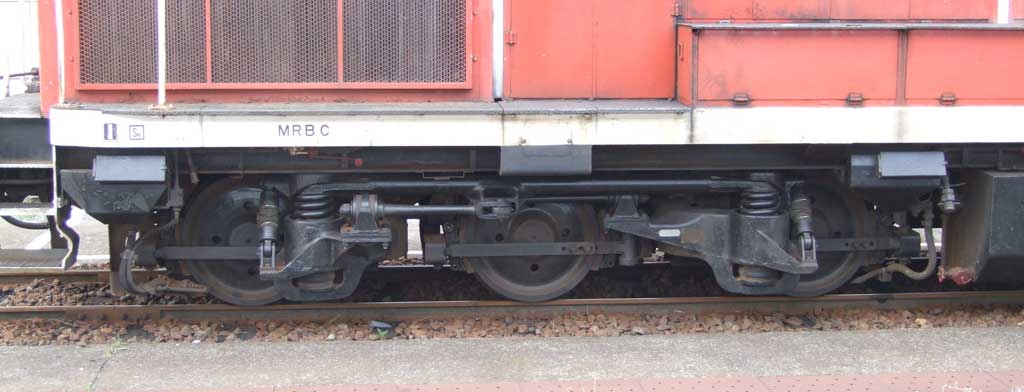
DT132A台車 （2007年6月23日 / 下館駅）
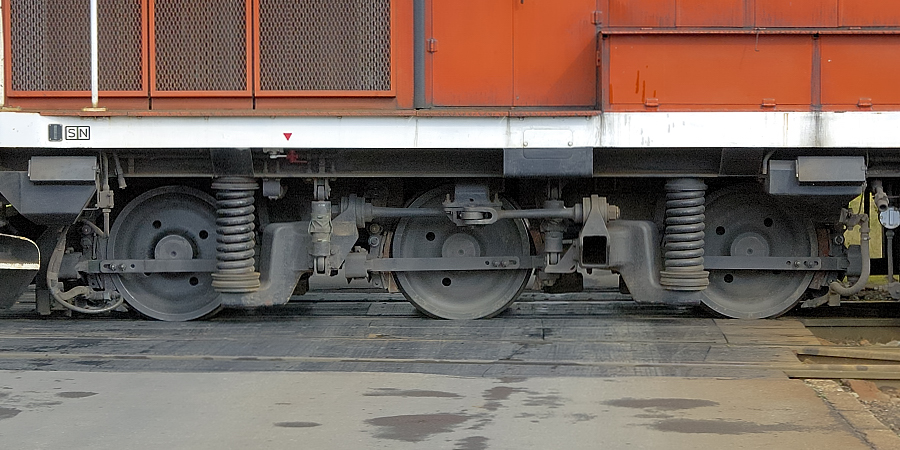
DT141台車 （2007年10月20日 / 札幌運転所）
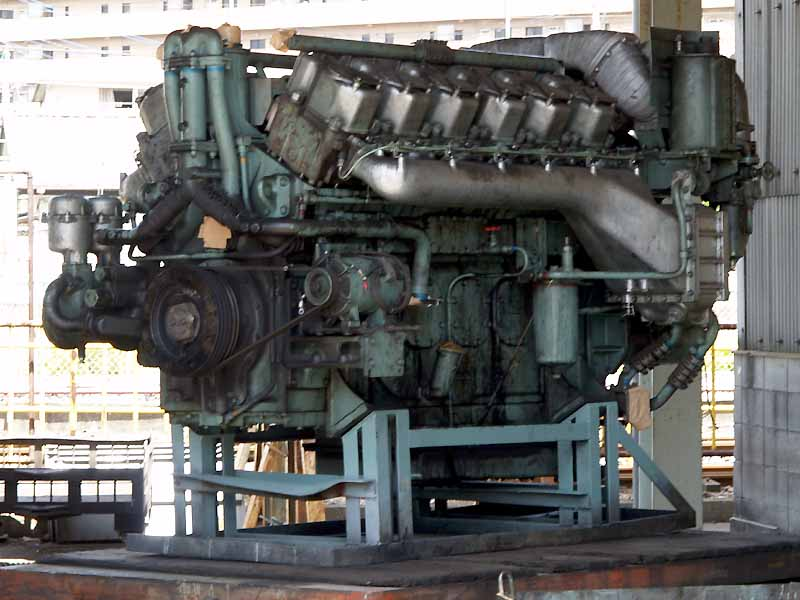
DML61ZB形ディーゼルエンジン （2007年5月26日 / 大宮車両所）

## 台車
2エンド側台車は2軸式で無心皿・内軸箱式のDT131Eが全車で使用されている。1エンド側台車は3軸式で、曲線通過時の横圧低減のため各軸が独立して懸架されており、TDE101、102、103は構造を簡略化したDT141、製造の古いTDE105、TDE113はDT131Eである。

## 車歴
| 車両番号 | 製造年     | 製造所       | エンジン | 前々歴       | 前歴               | 樽見入籍  | 樽見廃車   | 譲渡後番号       |
| -------- | ---------- | ------------ | -------- | ------------ | ------------------ | --------- | ---------- | ---------------- |
| TDE101   | 1984年9月  | 日本車輌製造 | DML61ZB  | -            | -                  | 1984年9月 | 2005年10月 | -                |
| TDE102   | 1975年     | 日本車輌製造 | DML61ZB  | -            | 衣浦臨海鉄道KE65 2 | 1984年9月 | 2006年6月  | -                |
| TDE103   | 1977年     | 日本車輌製造 | DML61ZB  | -            | 衣浦臨海鉄道KE65 5 | 1984年9月 | 1992年9月  | 高崎運輸DE10 108 |
| TDE105   | 1969年10月 | 汽車製造     | DML61ZA  | -            | 国鉄DE10 149       | 1988年4月 | 2007年4月  | -                |
| TDE113   | 1969年3月  | 川崎車輛     | DML61ZA  | 国鉄DE10 545 | 西濃鉄道DE10 502   | 1992年9月 | 2007年4月  | -                |

## 運用

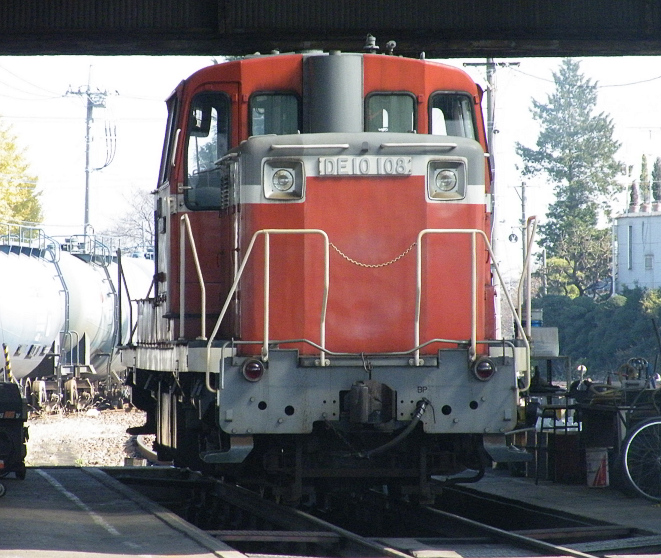
高崎運輸に譲渡された後のTDE103

1984年（昭和59年）10月の樽見鉄道開業にあたって、新造と譲受によってTDE101、102、103の3両が準備され、大垣駅 - 本巣駅間の貨物列車4往復と朝ラッシュ時の旅客列車1往復の牽引用として使用された。TDE101はDE10と同形態のディーゼル機関車としては最後に製造されたものである。一部貨物列車は重連で運転された。神海駅 - 樽見駅間が1989年（平成元年）3月25日に開業し、沿線の薄墨桜見物輸送用の臨時列車を運転するため、1988年（昭和63年）に国鉄清算事業団から1両が購入され、TDE105となった。1992年（平成4年）には親会社である西濃鉄道から1両が転入、TDE11形TDE113となり、代替としてTDE103が廃車され、高崎運輸に売却された。TDE113はTDE103との区別のため別形式となったが、TDE10形と実質的に同一形式であり、国鉄DE11形とは別形式である。2003年（平成15年）秋以降貨物列車は重連運転の1往復のみとなった。当初は全車国鉄DE10形と同様の塗装だったが、TDE101は前面と運転席部分にV字状の白帯を巻いたものに、TDE102は1990年（平成2年）に展望列車「うすずみファンタジア」号牽引用として上半分黄色、下半分青にピンク色の帯を巻いた塗装に変更された。TDE103は1999年に樽見鉄道ハイモ180-100形気動車などに似た水色に赤と白の帯を巻いた塗装となった。1996年（平成8年）に部品確保用に東海旅客鉄道からDE10 1516、1519、1520を購入、本巣駅に留置したが、DE10 1520は整備の上1998年（平成10年）に高崎運輸に売却され、同社のDE10 2520となった。2006年（平成18年）3月28日に樽見鉄道の貨物輸送が廃止されると用途を失い、2007年（平成19年）4月までに全車廃車された。TDE105とTDE113は廃車後ジェイアール貨物・北陸ロジスティクスに譲渡され、本巣駅で部品が即売されたあと解体された。

### 書籍
- 日本国有鉄道工作局・車両設計事務所『100年の国鉄車両（1）』交友社、1975年。
- 『国鉄車両一覧』ジェイティービー、1986年。ISBN 4533044468。
  - 「DE10形・DE11形ディーゼル機関車」 pp. 266-269
  - 「国鉄車両諸元表」 pp. 328-510
- 寺田 祐一『私鉄機関車30年』JTBパブリッシング、2005年。ISBN 4-533-06149-4。

### 雑誌記事
- 『鉄道ファン』通巻66号（1966年12月・交友社）
  - 国鉄車両設計事務所 石井 幸孝「新車ガイド 新鋭ディーゼル機関車 DE10誕生」 pp. 6-7
  - 「RF13007 日本国有鉄道 1250PS 液体式ディーゼル機関車 形式DE10」 pp. 71

- 『鉄道ピクトリアル』通巻448号「新車年鑑1985年版」（1985年5月・電気車研究会）
  - 藤井 信夫、大幡 哲海、岸上 明彦「各社別車両情勢」 pp. 66-75
  - 樽見鉄道（株）運輸部次長兼機関区長 大橋 邦典「樽見鉄道 ハイモ180-100形・ハイモ180-200形」 pp. 98-99
  - 「民鉄車両諸元表」 pp. 142-143
  - 「竣工月日表」 pp. 144-145

- 『鉄道ピクトリアル』通巻512号「新車年鑑1989年版」（1989年5月・電気車研究会）
  - 藤井 信夫・大幡 哲海・岸上 明彦「各社別車両情勢」 pp. 93-123
  - 「竣工月日表」 pp. 232-242

- 『鉄道ピクトリアル』通巻534号「新車年鑑1990年版」（1990年10月・電気車研究会）
  - 藤井 信夫・大幡 哲海・岸上 明彦「各社別車両情勢」 pp. 68-72
  - 樽見鉄道（株）技術部長 大橋 邦典「樽見鉄道 うすずみ1形」 pp. 180-197
  - 「1989年1月-3月・1989年度に開業した鉄道・軌道」 pp. 252
  - 「1990年度車両動向」 pp. 287-302

- 『鉄道ピクトリアル』通巻582号「新車年鑑1993年版」（1993年10月・電気車研究会）
  - 藤井信夫、大幡哲海、岸上明彦「各社別車両情勢」 pp. 96-110
  - 「1992年度車両動向」 pp. 187-209

- 『鉄道ピクトリアル』通巻621号「【特集】ディーゼル機関車」（1996年5月・電気車研究会）
  - 服部 朗宏「THE GUIDE OF 全国私鉄ディーゼル機関車」 pp. 50-59

- 『鉄道ピクトリアル』通巻694号「【特集】DE10・11・15形」（2000年12月・電気車研究会）
  - 服部 朗宏「DE10・11・15形のあゆみとプロフィール」 pp. 10-23
  - 鉄道ピクトリアル編集部「DE10 DE11 DE15 detail file」 pp. 36-43
  - 「私鉄&専用線 DE10タイプ in action」 pp. 44-45
  - 高嶋 修一「私鉄・専用線等で活躍するDE10タイプ」 pp. 46-48
  - 鉄道ピクトリアル編集部「DE10・11・15形車歴表」 pp. 60-64
  - 高嶋 修一「私鉄・専用線等で活躍するDE10タイプ」 pp. 65-72
  - 「私鉄・専用線等で活躍するDE10タイプ カラー編」 pp. 81

- 『鉄道ピクトリアル』通巻767号「鉄道車両年鑑2006年版」（2006年10月・電気車研究会）
  - 岸上 明彦「2005年度民鉄車両動向」 pp. 118-140
  - 「各社別新造・改造・廃車一覧」 pp. 205-220

- 『鉄道ピクトリアル』通巻795号「鉄道車両年鑑2007年版」（2007年10月・電気車研究会）
  - 「各社別新造・改造・廃車一覧」 pp. 222-235

- 『鉄道ピクトリアル』通巻810号「鉄道車両年鑑2008年版」（2008年10月・電気車研究会）
  - 岸上 明彦「2007年度民鉄車両動向」 pp. 122-151
  - 「各社別新造・改造・廃車一覧」 pp. 242-255

- 『鉄道ピクトリアル』通巻891号「【特集】ディーゼル機関車」（2014年7月・電気車研究会）
  - 服部 朗宏「私鉄のディーゼル機関車 ここ10年の動き」 pp. 73-88

### Web資料
- “機関車緒元”.   秋田臨海鉄道. 2017年7月16日閲覧。（リンク先名 原文ママ）